# SFC La Macaza
Pour les articles homonymes, voir SFC et Macaza.
La station des Forces canadiennes La Macaza (SFC La Macaza) était une installation militaire canadienne située à La Macaza,  Québec, ayant accueilli le 447e escadron de missiles surface-air (MSA) responsable du déploiement des missiles CIM-10 BOMARC.

## Historique

### Construction et opérations
La base a été initialement ouverte en 1953 en tant que terrain d'atterrissage auxiliaire pour l'Aviation royale canadienne (ARC). La construction des installations de missiles a commencé en 1960 dans le cadre du programme de défense aérienne du Commandement de la défense aérospatiale de l'Amérique du Nord (NORAD). Le gouvernement canadien avait alloué un budget de 7 991 850 $ pour l'ensemble des infrastructures, incluant 1,8 million $ pour les aires de lancement et d'abris, malgré le fait que cette responsabilité devait incomber à l'US Air Force (USAF).
Le 447e escadron de missiles surface-air, spécialisé dans le déploiement des missiles sol-air BOMARC, a été formé à Hurlburt Field, en Floride, en août et septembre 1962 avant d'être transféré à La Macaza en octobre de la même année. Le site a officiellement été remis à l'ARC le 15 octobre 1962, pendant la crise des missiles de Cuba.
Elle était armé de 29 missiles BOMARC équipés d'ogives nucléaires. Les premiers missiles sont arrivés en juillet 1962, et l'installation a été déclarée pleinement opérationnelle le 17 janvier 1964. Toutefois, la livraison des ogives nucléaires W40 associées aux missiles a été retardée en raison de vives controverses politiques sur l'acquisition d'armes nucléaires par le Canada. Les premières ogives sont supposées être arrivées à La Macaza le 1er janvier 1964, bien que la documentation publique soit incomplète sur ce sujet.
Les installations de la station comprenaient un bâtiment d’entretien des ogives, adjacent aux 28 lanceurs Coffin, conçu pour la maintenance et le stockage sécurisé des ogives nucléaires. Ce bâtiment était équipé de salles renforcées avec des portes blindées, ainsi que de compartiments séparés pour la gestion des armes. L'accès a ce bâtiment était strictement réservé aux membres de l'USAF, tandis que l’ARC gérait le transport et l’installation des ogives sur les missiles.
Dès sa mise en service, la base a été soumise à de nombreuses inspections de préparation et de conformité, qui ont révélé d'importantes lacunes en matière de sécurité et d'organisation. Une inspection menée en décembre 1963 a relevé plusieurs problèmes, notamment l'absence de radios de sécurité pour les sentinelles et un manque de formation pour les officiers chargés de la sécurité des missiles.

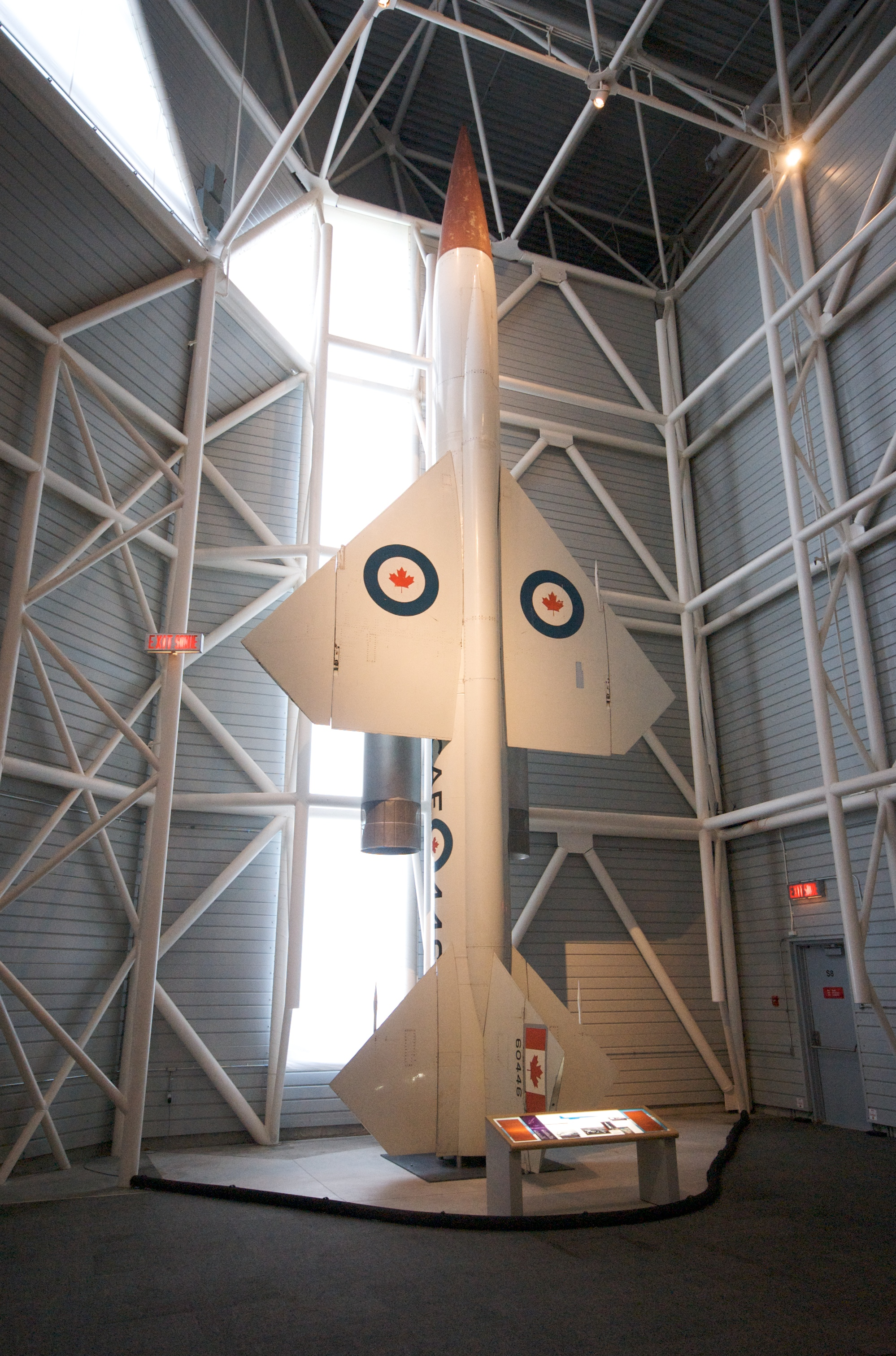
Le missile CIM‑10 Bomarc portant les couleurs de l'ARC

Le Detachment 2 de l'USAF, appartenant au 425th Munitions Maintenance Squadron, était responsable de la garde et de l'entretien des ogives nucléaires utilisées par le 447e escadron MAS à La Macaza. Ce détachement assurait la supervision des armes et leur maintenance selon les protocoles de sécurité stricts établis conjointement par le Canada et les États-Unis. Il est resté en activité jusqu'à la fermeture de la station en 1972.

### Incidents et protestations
Malgré l'importance stratégique du site, des incidents ont émaillé son exploitation. Parmi ceux-ci, un accident survenu le 18 janvier 1964 a impliqué un militaire du rang de l'ARC qui s'est assoupi au volant de son véhicule militaire et a percuté un fourgon d'inspection mobile de l'USAF devant l'abri de lancement n°3 des missiles BOMARC. L'incident a été classifié comme un "Dull Sword", indiquant un problème mineur lié à une arme nucléaire. L'importance de cet événement résidait dans le fait qu'un missile avec ogive nucléaire se trouvait dans l'abri au moment de l'impact, et que le fourgon de l'USAF était en train de surveiller le fonctionnement du système BOMARC, rendant l'incident particulièrement préoccupant.
Un incident plus grave, classifié de "Broken Arrow", s'est produit le 10 juillet 1967 lorsqu'un incendie potentiel a été détecté dans la section ogive du missile BOMARC situé dans l'abri de lancement n°28. Lors d'une opération de maintenance routinière, du personnel de l'ARC a remarqué de la fumée s'échappant du compartiment électronique du nez du missile. L'alarme a immédiatement été déclenchée à 19h45, entraînant l'activation du plan d'urgence de la station. L'alimentation électrique des abris 22, 24, 26 et 28 a été coupée, et un poste de contrôle temporaire a été mis en place en face de l'abri 18. Les pompiers, les agents de sécurité et le personnel de l'USAF responsable des ogives ont été mobilisés pour évaluer la situation. Après ouverture du nez du missile, des composants électroniques brûlés ont été découverts, bien qu'aucun feu actif n'ait été détecté. Par mesure de précaution, l'ogive nucléaire a été retirée, les équipements endommagés ont été remplacés, et le missile a été remis en état. L'incident a initialement été classifié comme un "Broken Arrow", avant d'être rétrogradé à un problème de maintenance à 20h30, aucune cause précise de l'incident n'ayant été déterminée.
Le site a été également le théâtre de protestations contre la présence d'armes nucléaires au Canada. Le 24 juin 1964, environ 90 manifestants pacifistes ont bloqué l'entrée principale de la station. Ces manifestations ont continué jusqu'en 1972, accompagnées d'une surveillance étroite de la Gendarmerie royale du Canada (GRC), qui a mené des opérations de filature et de collecte d'informations sur les opposants à l'armement nucléaire.

### Fermeture et reconversion
En 1968, la base a été rebaptisée SFC/CFS La Macaza, mais cette désignation a été de courte durée puisque la base a fermé en septembre 1972, à la suite du retrait des missiles BOMARC. Après sa fermeture, le site a été transféré au ministère des Affaires indiennes et du Nord canadien et a servi d'école pour les étudiants autochtones.
En 1978, la base a été de nouveau transférée, cette fois au Service correctionnel du Canada, pour devenir l'Institution de La Macaza, une prison fédérale. Bien que les logements militaires (PMQs) aient été démolis, le reste de la base demeure intact, incluant les anciens silos de missiles, aujourd'hui utilisés pour le stockage.
L'ancien aérodrome militaire a été converti en aéroport civil, aujourd'hui connu sous le nom d'Aéroport international La Macaza – Mont-Tremblant.